# Канеев, Михаил Александрович
Кане́ев, Михаи́л Алекса́ндрович (5 апреля 1923, село Канеево, Чухломский район Костромской губернии, СССР — 6 марта 1983, Ленинград, СССР) — советский живописец, педагог, Заслуженный деятель искусств РСФСР, профессор (1982), член Ленинградской организации Союза художников РСФСР.

## Биография
Михаил Александрович Канеев родился 5 апреля 1923 года в деревне Канеево Чухломского района Костромской области. В 1927 году (в некоторых источниках указывается 1928 год) семья Канеевых переезжает в Ленинград. В 1931—1937 Канеев занимался в детской художественной школе и параллельно в Центральном доме воспитания детей у педагогов Е. В. Тихомировой и М. Ф. Кобышева. В 1937—1941 учился в Средней художественной школе (ныне Художественный Лицей им. Б. В. Иогансона) при Всероссийской Академии художеств.

### Годы учёбы
В 1941 Канеев поступил на первый курс Ленинградского института живописи, скульптуры и архитектуры. После начала Великой Отечественной войны был призван в армию и направлен в школу связистов. В начале 1942 года тяжелобольным был эвакуирован из блокадного Ленинграда в Свердловск. После выздоровления окончил школу фельдшеров и был зачислен в авиасанитарный полк, переправлявший на фронт кровь. Полк базировался в Тушино под Москвой, а с конца 1944 года был перебазирован в Польшу. После демобилизации в 1945 в звании лейтенанта Канеев вернулся к учёбе в институте. Занимался у Леонида Овсянникова, Михаила Авилова, Ивана Степашкина, Юрия Непринцева. Параллельно с учёбой с 1947 по 1961 год преподавал в известной детской изостудии Дворца пионеров им. А. Жданова, где приобрёл первый педагогический опыт.
В 1951 Канеев окончил ЛИЖСА им. И. Е. Репина по мастерской Р. Френца с присвоеним звания художника живописи. Дипломная работа — картина «По сталинскому маршруту» («Перелет Чкалова, Белякова, Байдукова»). В одном с ним выпуске институт окончили Иван Андреев, Николай Баскаков, Алексей Еремин, Майя Копытцева, Анатолий Левитин, Евгений Лесин, Николай Овчинников, Авенир Пархоменко, Валентин Печатин, Эрих Ребане, Игорь Скоробогатов, Людмила Быстрова, Михаил Труфанов, Борис Угаров и другие молодые художники, ставшие вскоре известными ленинградскими живописцами. Тесное творческое общение и дружба с ними сохранятся у Михаила Канеева на многие годы.

### Творчество
Впервые Канеев участвовал в выставке «Уральский военный округ» в Свердловске в 1943 году, получив 1-ю премию за серию рисунков «Героический Ленинград в тяжёлые дни блокады». С 1953 постоянно участвовал в выставках, экспонируя свои работы вместе с произведениями ведущих мастеров изобразительного искусства Ленинграда. В этом же году был принят в члены Ленинградского Союза советских художников. Писал городские, архитектурные и ландшафтные пейзажи, жанровые картины, портреты, этюды с натуры. Работал в технике масляной живописи, рисунка и акварели. В 1953 году в Доме творчества в Зеленогорске под Ленинградом состоялась первая персональная выставка Канеева, на которой он показал свыше 100 работ (портреты, этюды).
О поисках своей темы, особенностях живописной манеры и приемах работы над образом говорят показанные на выставках произведения Канеева, среди них «Награждение революционным знаменем Первой Конной армии», «Старый Киев», «Чухлома» (все 1956), «В Хибинах» (1957), «Переулок Крылова», «Переулок Толмачева», «Чухлома» (все 1958), «Ленинград. Улица Гороховая», «Ленинград. На бывшей Сенной» (все 1959), «Ленинградский дворик», «Республиканский проезд», «Обыск» (все 1960), «Фонтанка», «Ленинградский цирк» (обе 1961), «Ленинград. Стрелка Васильевского острова», «Чехословакия. Улица города Зноймо» (обе 1962) и другие. В 1954—1960 годах Канеев также выполнил по заказу серию картин для Музея Арктики и Антарктики в Ленинграде. Среди них картины «Прибытие самолёта на дрейфующую станцию» (1955), «На Севере» (1957), «Беседа В. И. Ленина с учёными об освоении Севера» (1959). Эта большая работа сыграла важную роль в его профессиональном становлении. Среди других заказов этого периода следует выделить «Портрет генерала А. А. Брусилова» (1963), написанный для Музея А. В. Суворова в Ленинграде.
К середине 1960-х Канеев определился с главной темой своего творчества, приобретя широкую известность как мастер ленинградского пейзажа-картины. Это подтвердила персональная выставка, показанная 1966 года в залах ЛОСХ, на которой экспонировалось свыше 70 новых работ, созданных автором за последние годы. Сложился узнаваемый индивидуальный почерк художника. Декоративно-графическую манеру его письма отличали чёткость силуэта, светотеневые контрасты, активное использование чёрной обводки, позволявшей писать светлые места без разбела краски, добиваясь интенсивности колорита. Помимо ленинградского пейзажа, Канеев пишет Москву, Псков, Новгород, Кострому, совершает творческие поездки в Румынию, Венгрию, Чехословакию, Австрию.

М. А. Канеев. Ленинград. Кировский мост. Х., масло. 130,0×130,0. 1975

Об особенностях живописи этого периода свидетельствуют показанные на выставках работы «Республиканский проезд», «Театр комедии» (обе 1961), «Нарвская застава» (1963), «Малая Садовая», «У Исаакиевского собора», «Мост Строителей» (все 1964), «Новгород. Ярославово дворище», «Псков. Церковь Михаила Архангела», «Новгородская улица» (все 1965), «Кижи», «У Витебского вокзала», «У Исаакиевского собора» (1967), «Ленинград. Набережная Мойки» (1968), «Набережная Макарова», «Будапешт. Собор Св. Иштвана» (обе 1971), «На Конюшенной площади», «У Витебского вокзала» (обе 1972), «Русская старина» (1974), «Ленинград. Кировский мост», «Ленинград. Набережная Крюкова канала», «Ленинград. Театральная площадь» (все 1975), «[[:|Котельнический Мост]]», «Нева», «Ленинград. Площадь Пушкина» (все 1976), «Ленинград. Конюшенная площадь», «Ленинград. Река Мойка», «Чухлома» (все 1977), «Ленинград. Дворцовая площадь», «Ленинград. Мост Строителей», «Ленинград. На бывшей Сенной площади», «Ленинградский дворик», «Ленинград. Невский проспект» (все 1978), «Псков», «Новгород» (обе 1979), «Ленинград. На Дворцовой площади», «Ленинград. У Казанского собора» (обе 1980), «Улица Садовая» (1981), «Смольный собор» (1982) и другие.
Журнал «Художник», поместив репродукцию картины Канеева «Театр комедии», писал об авторе: «Ленинградский живописец Михаил Александрович Канеев известен как мастер городского пейзажа. В своих полотнах, экспонировавшихся почти на всех республиканских и всесоюзных выставках последних лет, художник изображает и шумный, многолюдный Невский проспект, и задумчивую, лирическую Фонтанку, и умытые дождём улицы, и мерцающий цветовыми рекламами вечерний Ленинград. Кистью мастера и сердцем истинного ленинградца он запечатлел в своих произведениях замечательные архитектурные и скульптурные памятники, которыми славен город-герой. Одна из таких работ — „Театр комедии“, созданная в 1961 году».
В 1961—1983 Канеев преподавал в ЛГПИ имени А. И. Герцена, С 1966 заведовал кафедрой графики и рисунка (ныне кафедра рисунка) на художественно-графическом факультете (ныне факультет изобразительного искусства Архивная копия от 21 июня 2020 на Wayback Machine Российского государственного педагогического университета имени А. И. Герцена). Профессор (1972), Заслуженный деятель искусств РСФСР (1982). Персональная выставка в Ленинградском Союзе художников РСФСР в 1966 году.
Скончался в Ленинграде 6 марта 1983 года на 60-м году жизни.
Произведения М. А. Канеева находятся в ГРМ, в других музеях и частных собраниях в России, Великобритании, Франции, США, Японии и других странах.

## Выставки
- 1956 год (Ленинград): Осенняя выставка произведений ленинградских художников 1956 года.
- 1957 год (Ленинград): 1917 - 1957. Юбилейная выставка произведений ленинградских художников, посвящённая 40-летию Великой Октябрьской социалистической революции.
- 1957 год (Мурманск): Передвижная выставка произведений ленинградских художников 1957 года.
- 1958 год (Ленинград): Осенняя выставка произведений ленинградских художников 1958 года.
- 1960 год (Ленинград): Выставка произведений ленинградских художников 1960 года в залах ЛОСХ.
- 1960 год (Ленинград): Выставка произведений ленинградских художников в Государственном Русском музее.
- 1960 год (Москва): Советская Россия. Республиканская художественная выставка 1960 года.
- 1961 год (Ленинград): Выставка произведений ленинградских художников 1961 года.
- 1962 год (Ленинград): Осенняя выставка произведений ленинградских художников 1962 года.
- 1964 год (Ленинград): Ленинград. Зональная выставка произведений ленинградских художников 1964 года.
- 1965 год (Москва): Советская Россия. Вторая Республиканская художественная выставка 1965 года.
- 1967 год (Москва): Советская Россия. Третья Республиканская художественная выставка 1967 года.
- 1968 год (Ленинград): Осенняя выставка произведений ленинградских художников 1968 года.
- 1971 год (Ленинград): Осенняя выставка произведений ленинградских художников 1971 года.
- 1972 год (Ленинград): По Родной стране. Выставка произведений ленинградских художников 1972 года.
- 1975 год (Ленинград): Наш современник. Зональная выставка произведений ленинградских художников 1975 года.
- 1976 год (Ленинград): Портрет современника. Пятая выставка произведений ленинградских художников 1976 года.
- 1976 год (Москва): Изобразительное искусство Ленинграда. Ретроспективная выставка произведений ленинградских художников.
- 1977 год (Ленинград): Выставка произведений ленинградских художников, посвященная 60-летию Великого Октября.
- 1978 год (Ленинград): Выставка произведений художников - ветеранов Великой Отечественной войны.
- 1978 год (Ленинград): Осенняя выставка произведений ленинградских художников 1978 года.
- 1980 год (Ленинград): Зональная выставка произведений ленинградских художников 1980 года.
- 1980 год (Ленинград): Выставка «Петербург — Петроград — Ленинград в произведениях русских и советских художников».
- 1981 год (Ленинград): Выставка произведений художников - ветеранов Великой Отечественной войны.
- 1994 год (Санкт-Петербург): Выставка «Ленинградские художники. Живопись 1950-1980 годов» в залах Санкт-Петербургского Союза художников.
- 1994 год (Санкт-Петербург): Выставка «Этюд в творчестве ленинградских художников 1940-1980 годов» в Мемориальном музее Н. А. Некрасова.
- 1995 года (Санкт-Петербург): Выставка «Лирика в произведениях художников военного поколения. Живопись. Графика» в Мемориальном музее Н. А. Некрасова.
- 1996 год (Санкт-Петербург): Выставка «Живопись 1940-1990 годов. Ленинградская школа» в Мемориальном музее Н. А. Некрасова.
- 1997 год (Санкт-Петербург): Выставка «Связь времен. 1932—1997. Художники — члены Санкт-Петербургского Союза художников России. К 65-летию Санкт-Петербургского Союза художников» в ЦВЗ «Манеж».